# Skiff (automobile)
La Skiff, anche detta Torpedo-Skiff, è un tipo di carrozzeria automobilistica, nata in Francia negli anni dieci e utilizzata fino alla prima metà degli anni venti del XX secolo.

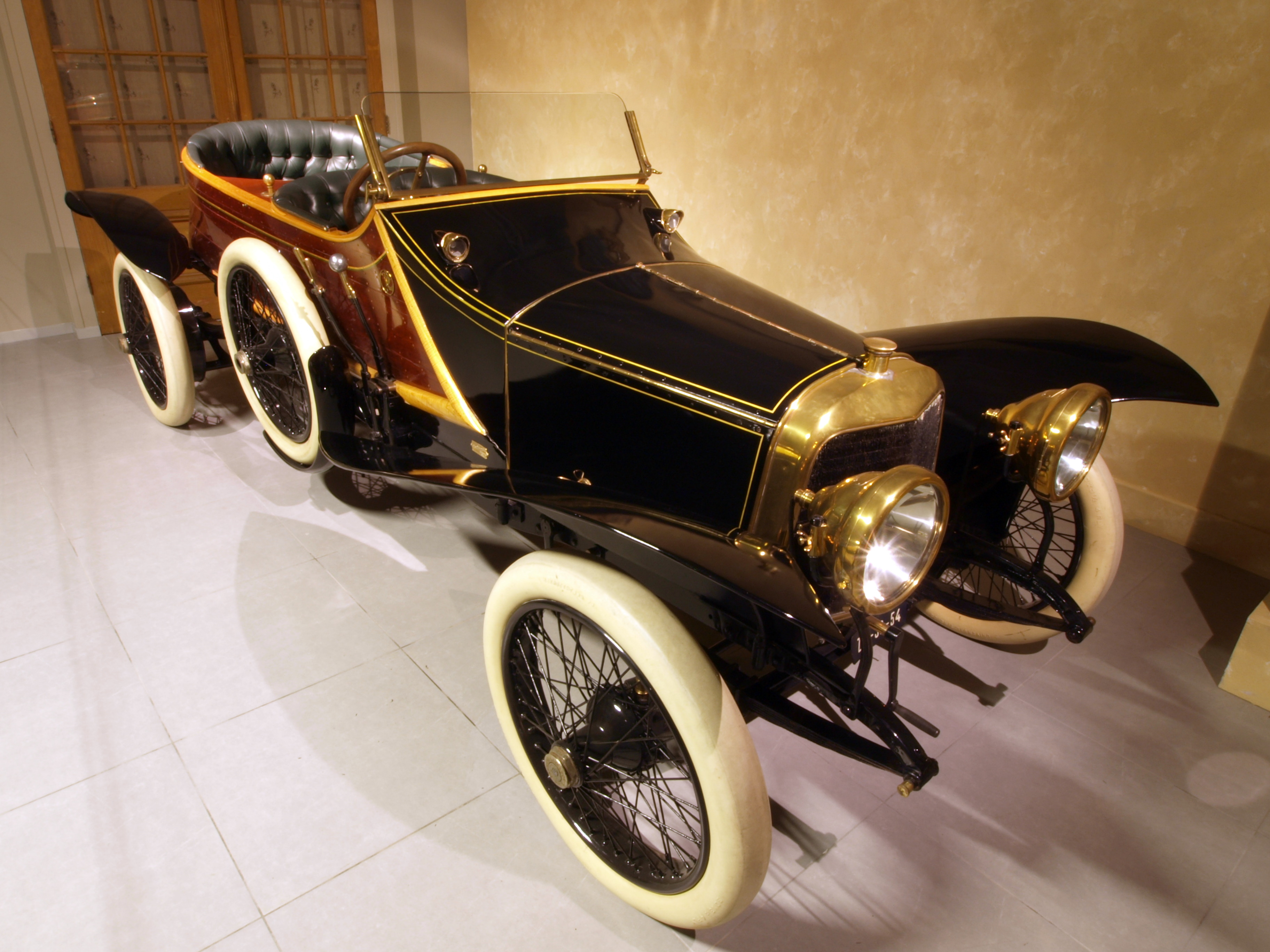
Panhard & Levassor X19 Labourdette Skiff-Torpedo del 1912

Ideata dal carrozziere parigino Jean Labourdette, la Schiff è una carrozzeria scoperta simile alla Torpedo, ma caratterizzata da un abitacolo in legno, la cui forma si ispira alle imbarcazioni e la cui denominazione è mutuata dall'omonimo natante.
La cellula destinata a formare l'abitacolo della vettura veniva costruita con tecniche di carpenteria navale, ovvero costituita da un finto scafo con assi curve calafate, sostenute da un'ossatura in legno e ricoperte da listelli di mogano lucido con chiodi a vista.

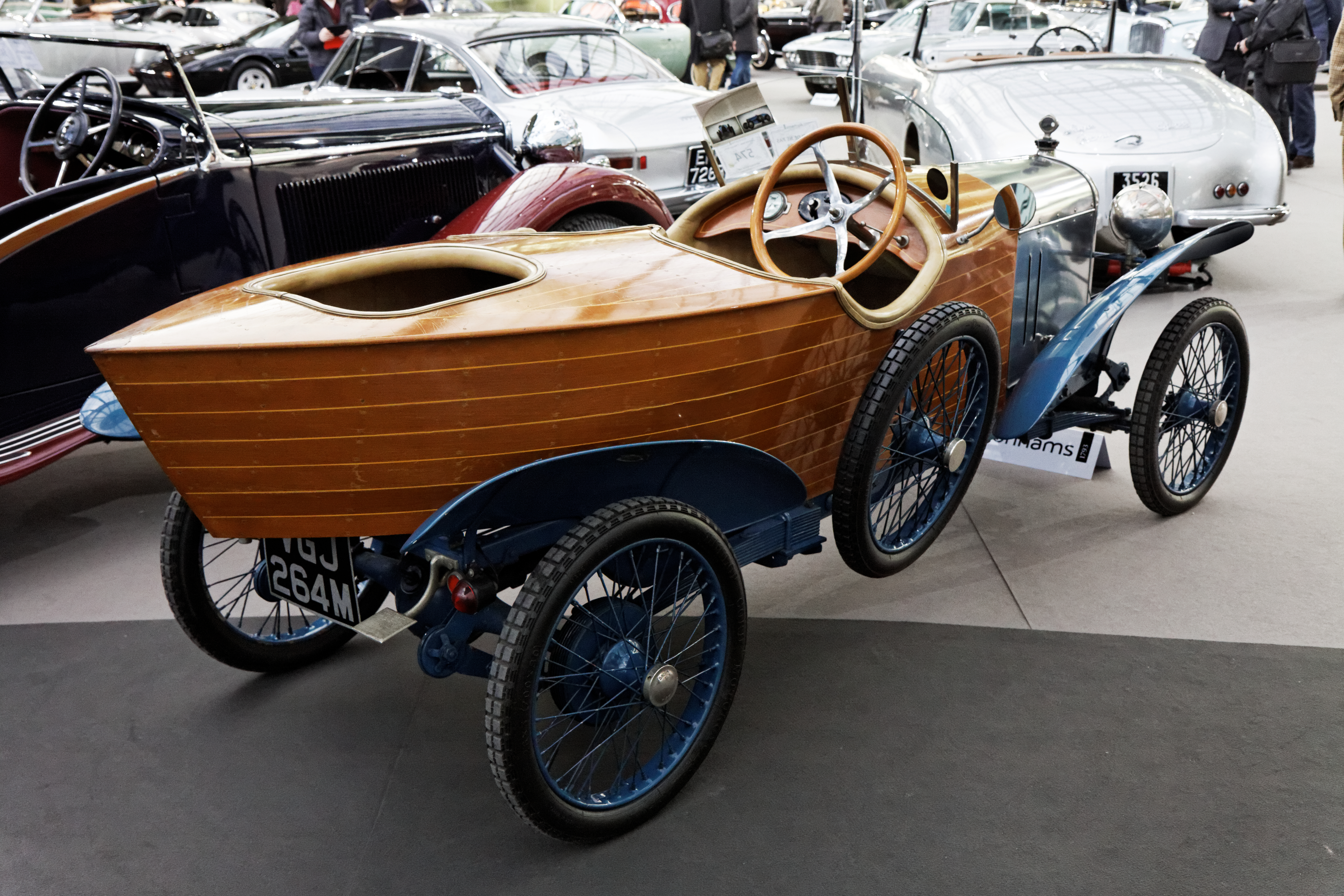
Amilcar C4 Labourdette Torpedo-Skiff del 1922

Nell'ideare questo tipo di soluzione, oltre a perseguire una distinzione estetica, Jean Labourdette intendeva difendere l'esistenza del reparto falegnameria nella propria azienda, fortemente minacciato dal dilagare delle carrozzerie autromobilistiche in lamiera, dimostrando la maggior leggerezza del materiale.
La prima vettura di questa foggia venne realizzata dalla carrozzeria Henri-Labourdette, nel 1912, per il pilota belga René de Knyff, su autotelaio Panhard & Levassor X 19.
Altre ne seguirono. Tra le più fantasiose, la piccola "Torpedo-skiff" del 1922 su autotelaio Amilcar C4, a due posti e con boccaporto d'accesso al vano bagagli, e la mastodontica "Skiff-Cab" del 1924 su autotelaio Panhard & Levassor 40/50 HP; una sorta di coupé de ville ispirata alle pilotine e dotata di cabina sopraelevata posteriore.
Oltre che delle citate Case, gli abitacoli Skiff di Labourdette vennero installati su autotelai prodotti da molte e importanti aziende come Hispano Suiza, Rolls-Royce, Peugeot, Mercedes e Renault. Negli ultimi anni di produzione, grazie ai progressi della tecnica che avevano sensibilmente ridotto lo spessore e il peso dei lamierati, gli allestimenti Skiff di tipo economico furono realizzati in lamiera.